# リッチー・ゲリン
リッチー・ゲリン (Richie Guerin, 1933年5月29日 - ) は1950年代のアメリカ男子プロバスケットボールリーグNBAで活躍した元バスケットボール選手、指導者。出身地はニューヨーク州ブロンクス区、出身大学はアイオナ大学。ニューヨーク・ニックス時代は看板選手として活躍し、セントルイス・ホークスではヘッドコーチも兼任した。

## 経歴
リッチー・ゲリンことリチャード・V・ゲリンは1950年から4年間アイオナ大学でプレイし（当時はセンターとしてプレイしていた）、最終学年には平均24.7得点を記録した。大学卒業後の1954年のNBAドラフトでニューヨーク・ニックスから全体17位指名を受けるが、海兵隊で兵役に就いたため、ニックスに合流したのは1956年からだった。
海兵隊員としては1947年から1954年までを予備役として過ごし、アイオナ大学卒業後は少尉の階級を与えられた。大学卒業後はバージニア州クアンティコの海兵隊学校勤務となり、1956年6月に中尉として除隊するまでにw:National Defense Service MedalとOrganized MCR Medalを授与された。

### ニューヨーク・ニックス
ゲリンはニックスに合流してから2年目の1957-58シーズンからは早くもチームの中心選手となり、この年には16.5得点7.8リバウンド5.0アシストを記録。以後、順調に成績を伸ばしていき、1959-60シーズンには平均得点を20点台に乗せ、1961-62シーズンにはキャリアハイとなる29.5得点6.4リバウンド6.5アシストを記録し、ゲリンはニックス史上初のシーズン通算2000得点達成者となった。
この間、ゲリンは幾つかのチーム記録を作り、1958年12月12日のセントルイス・ホークス戦では21アシストを記録。これは当時のニックスのチーム記録となると共に、41年後にジョン・ストックトンに破られるまではマディソン・スクエア・ガーデンにおける最多アシスト記録だった。また1959年12月11日のシラキュース・ナショナルズ戦では当時のチーム記録となる57得点を記録した。
ゲリンはすぐにニューヨーカーたちのお気に入りの選手となり、1958年からは6年連続でオールスターに出場し、オールNBA2ndチームにも3度選ばれるなど、個人としては華々しいキャリアを積み重ねてきたが、一方ニックスはゲリンが在籍した8シーズンの間にプレーオフに進出できたのは、僅かに1回だけだった。そしてゲリンが31歳を迎えた1963-64シーズン序盤に、セントルイス・ホークスに現金と2巡目指名権との交換でトレードされることになった。この時点でゲリンのニックスでの通算得点は、カール・ブラウンに次ぐ2位だった。ゲリンがホークスの選手として最初にマディソン・スクエア・ガーデンのコートに立った時、ニックスのファンたちはスタンディングオベーションで彼を迎えた。

### セントルイス／アトランタ・ホークス
当時のNBAを代表する強豪チームだったホークスでは、ゲリンはレニー・ウィルケンズらとバックコートを形成し、
中心選手のボブ・ペティット、クリフ・ヘイガンらのサポート役を務めるようになった。自然と成績は後退し、ゲリンがホークスに加入したシーズンは13.1得点の成績に終わった。
翌1964-65シーズンのホークスは序盤を17勝16敗と波に乗れず、シーズン途中でハリー・ギャラティンがヘッドコーチを解任され、チームは後任にゲリンを選んだ。このためゲリンは選手兼ヘッドコーチの二役を担うことになったが、ゲリンのヘッドコーチ就任後は29勝18敗とチーム成績は上向き、選手としては前季を上回る14.4得点と見事に大役を果たして見せた。しかし大黒柱のペティットがこのシーズンを最後に引退してしまい、ホークスはチームとしては衰退期を迎えていた。翌1965-66シーズンにはプレーオフ進出を逃してしまい、ゲリンはチームの再建を図るべくコーチに専念するため、翌1966-67シーズンをもって現役から引退した。
ゲリンがコーチに専念して最初の1967-68シーズン、ホークスは56勝26敗を記録する大躍進を遂げて地区優勝を飾り、ゲリンは最優秀コーチ賞に選ばれた。このシーズン終了後、ホークスは本拠地をアトランタに移転。環境の変化によりチームの勝率は後退するものの、1969-70シーズンには地区優勝に返り咲いた。ゲリンはホークスの黄金期を支えたペティット、ヘイガンがチームを去った後も強豪としての地位を堅持することに成功したが、しかしプレーオフでは2年連続でロサンゼルス・レイカーズの前に敗退し、優勝は叶わなかった。なお、この時期ゲリンは限定的に現役復帰しており、1970年プレーオフのレイカーズとのシリーズ第4戦では、31得点を記録している。
この1969-70シーズン終了後、ホークスはリーグ再編のためウエスタン・カンファレンスからイースタン・カンファレンスに編入される。この年にはピート・マラビッチが入団するが、かつての中心選手だったレニー・ウィルケンズやゼルモ・ビーティ、ジョー・コールドウェルらはすでにチームを去っており、ホークスは再び衰退期を迎えていた。ホークスはその後の2シーズン続けてプレーオフを逃し、ゲリンはヘッドコーチから解任されることになった。
NBA選手としての通算成績は13シーズン848試合の出場で、14,676得点4,278リバウンド4,211アシスト、平均17.3得点5.0リバウンド5.0アシスト。コーチとしての通算成績は8シーズン618試合、327試合291敗、勝率.529、全シーズンでプレーオフ進出を果たしている。

## 業績・その他
ゲリンはその時代を代表するガードの一人であり、また有能なスコアラー、パサー、プレイメイカー、リバウンダーでもあり、オールランドな才能の持ち主だった。オンコート、オフコートでの小憎らしい態度は正にニューヨーカーそのもので、ニックス史上最も愛された選手の一人と考えられている。
引退後は解説者を務めた後は株式仲買人に転身し、2005年に退職するまでをウォール街で過ごした。
主な業績
- オールスター　1958年－1963年
- オールNBA2ndチーム　1959年, 1960年, 1962年
- 最優秀コーチ賞　1968年
- 海兵隊スポーツ殿堂